# Itzam Kʼan Ahk II
Itzam K'an Ahk II (Pronunciación maya: [itsam kʼan ahk], 18 de noviembre de 701-26 de noviembre de 757), también conocido como Gobernante 4, fue un ajaw de Piedras Negras, un antiguo asentamiento maya en Guatemala. Gobernó durante el Período Clásico Tardío, del 729 al 757 d. C. Itzam Kʼan Ahk II ascendió al trono tras la muerte de Kʼinich Yoʼnal Ahk II. Itzam Kʼan Ahk II pudo haber engendrado a los siguientes tres reyes de Piedras Negras: Yoʼnal Ahk III, Haʼ Kʼin Xook y Kʼinich Yat Ahk II. Tras la muerte de Itzam Kʼan Ahk II, le sucedió Yoʼnal Ahk III en el año 757 d. C. Itzam Kʼan Ahk II dejó varios monumentos, incluyendo estelas en Piedras Negras y un gran templo mortuorio ahora conocido como Pirámide O-13. Además, los detalles de su vida y su Kʼatun-jubileo fueron conmemorados en el Panel 3, levantado por Kʼinich Yat Ahk II varios años después de la muerte de Itzam Kʼan Ahk II.

## Biografía

### Linaje
Itzam Kʼan Ahk II, también conocido como gobernante 4, nació el 18 de noviembre de 701 d. C. (9.13.9.14.15 7 Hombres 18 Kʼankʼin en la Cuenta Larga). De las tres referencias existentes al nacimiento de Itzam Kʼan Ahk, ninguna menciona su línea de descendencia, lo que sugiere que Itzam Kʼan Ahk no era hijo de Kʼinich Yoʼnal Ahk II. Dicho esto, Simon Martin y Nikolai Grube señalan que en una de las tallas, el ajaw aparece con un adorno de tortuga en el cinturón, lo que sugiere que uno de sus antepasados tenía la palabra ahk ("tortuga") en su nombre y que, por tanto, era de sangre real. Además, la Estela 40 muestra a la que podría ser la madre de Itzam Kʼan Ahk con atuendo teotihuacano, lo que sugiere que Itzam Kʼan Ahk estaba enfatizando las conexiones maternas con Teotihuacán. Martin y Grube también señalan que esta estela fue erigida exactamente 83 Tzolkʼin, o sea unos 59 años, después de la muerte de Itzam Kʼan Ahk I (un antiguo ajaw de Piedras Negras del que se apropió Itzam Kʼan Ahk II), lo que podría sugerir la existencia de algún "vínculo especial" entre ambos.

### Reinado

Tablero 3 de Piedras Negras, el cual muestra—entre otras cosas—Itzam K'an Ahk II lecturing visitando dignitaries en la superioridad de Piedras Negras. A pesar de describir Itzam K'an Ahk II, el tablero estuvo levantado por K'inich Yat Ahk II.

Itzam Kʼan Ahk II ascendió al poder el 9 de noviembre de 729 d. C. (9.14.18.3.13 7 Ben 16 Kʼankʼin). En el año 749 d. C., el ajaw celebró su único Kʼatun, un evento al que asistieron muchos dignatarios, entre ellos un bʼaah sajal ("primer gobernante") llamado Kʼan Moʼ Teʼ que había servido a Kʼinich Yoʼnal Ahk II. Los acontecimientos de este banquete fueron registrados más tarde por el último ajaw de Piedras Negras, Kʼinich Yat Ahk II en el panel 3; este artefacto muestra a Itzam Kʼan Ahk II sermoneando al gobernante interino de Yaxchilán, Yopaat Bahlam II, sobre el dominio local de Piedras Negras. (Este panel ha prestado apoyo al argumento de que durante el gobierno de Itzam Kʼan Ahk II, Piedras Negras había eclipsado a Yaxchilán en poder). La celebración del Kʼatun fue seguida por otro evento unos días después, en el que Itzam Kʼan Ahk II "realizó una danza de 'guacamayos descendentes'" y luego hizo pasar a sus invitados una bebida hecha con granos de cacao fermentados.
Es probable que Itzam Kʼan Ahk II participara en la guerra, ya que un disco de pirita encontrado en su tumba representa la cabeza cortada de un líder de Hix Witz. Houston et al. sostienen que Hix Witz estaba bajo el control de Piedras Negras, basándose en gran medida en el disco y porque el centro maya se identifica en el panel 7, erigido anteriormente por Itzam Kʼan Ahk I, como un "tributario que lleva plumas y textiles" a Piedras Negras.

### Muerte
El reinado de Itzam Kʼan Ahk II estuvo marcado por la "hegemonía sobre los reinos vecinos". El gobernante murió el 26 de noviembre de 757 d. C. (9.16.6.11.17 7 Kaban 0 Pax) y fue enterrado tres días después. Según el panel 3, el entierro tuvo lugar en la mítica "'montaña' de ho janaab witz", que en este contexto se refería a la pirámide O-13. Itzam Kʼan Ahk II fue sucedido por Yoʼnal Ahk III el 10 de marzo de 758 d. C. El lugar de enterramiento de Itzam Kʼan Ahk II fue venerado por los sucesivos reyes de Piedras Negras, lo que ha llevado a algunos a plantear la hipótesis de que Itzam Kʼan Ahk II dio lugar a una nueva dinastía gobernante, y que los tres reyes siguientes -Yoʼnal Ahk III, Haʼ Kʼin Xook y Kʼinich Yat Ahk II- eran sus hijos.
 

### Estela
Itzam Kʼan Ahk II erigió al menos cinco estelas: 9, 10, 11, 22 y 40, de las cuales las estelas 9, 10 y 11 se levantaron delante o cerca de la estructura J-3. La estela 11, construida en agosto de 731 d. C., es de tipo nicho (lo que significa que representa al gobernante sentado en un pequeño hueco o nicho) y conmemora el ascenso al poder de Itzam Kʼan Ahk II. Este monumento representa al ajaw flanqueado por testigos de las ceremonias exploradas en la propia estela. La extensión frente a la losa de piedra "designa el espacio... como de ofrenda y súplica", dada la representación del sacrificio humano cerca de la parte inferior del monumento. El monumento fue descubierto por Teoberto Maler en dos piezas en el suelo; la parte delantera estaba bien conservada (incluso conservaba parte de su pigmento), aunque los glifos de la parte superior derecha estaban erosionados. En algún momento de la década de 1960, los saqueadores rompieron el monumento caído para que les resultara más fácil sacarlo del lugar. La parte superior se encuentra actualmente en el Museo de Bellas Artes de Houston (MFAH), mientras que la mitad inferior está en una colección privada en Suiza.
La estela 9 llevaba mucho tiempo rota en tercios cuando fue descubierta en 1899 por Maler. Aunque estos fragmentos se habían erosionado ligeramente, la base fue encontrada posteriormente in situ por el Museo Universitario de la Universidad de Pensilvania. En la década de 1960, los saqueadores se llevaron partes del monumento, concretamente una parte que representaba a un cautivo. La estela 10 está muy erosionada, lo que ha provocado la pérdida de detalles. Además de este deterioro, es de suponer que se ha perdido el ornamento de la cabeza. La estela 22 fue dedicada en la Plaza del Grupo Este, situada frente a la Estructura O-12, con lo que se "inició" la Plaza del Grupo Este como lugar para la escultura y las estelas. Mientras que las estelas anteriores habían estado orientadas en otras direcciones, la estela 22 estaba orientada hacia el noroeste, hacia la acrópolis del sitio, creando "un nuevo eje de diálogo a través del sitio".
La estela 40 contiene la representación de la mujer antes mencionada, vestida a la usanza teotihuacana; muestra a Itzam Kʼan Ahk II dispersando algo -que se hipotetiza como sangre o incienso- dentro de un "psicoducto" (es decir, "un respiradero que conduce a una tumba subplaza"). Simon y Grube sostienen que "la conexión entre los vivos y los muertos se manifiesta [en esta estela] como un 'cordón anudado' o aliento que viaja hacia abajo para entrar en la nariz del difunto". La mujer que aparece en la estela, denotada únicamente por un glifo de "jarrón invertido", es probablemente la madre de Itzam Kʼan Ahk II; Pitts sostiene que el monumento "ofrece una interesante viñeta de Itzam Kʼan Ahk II y su lealtad a un antepasado femenino, probablemente su madre."

### Pirámide O-13

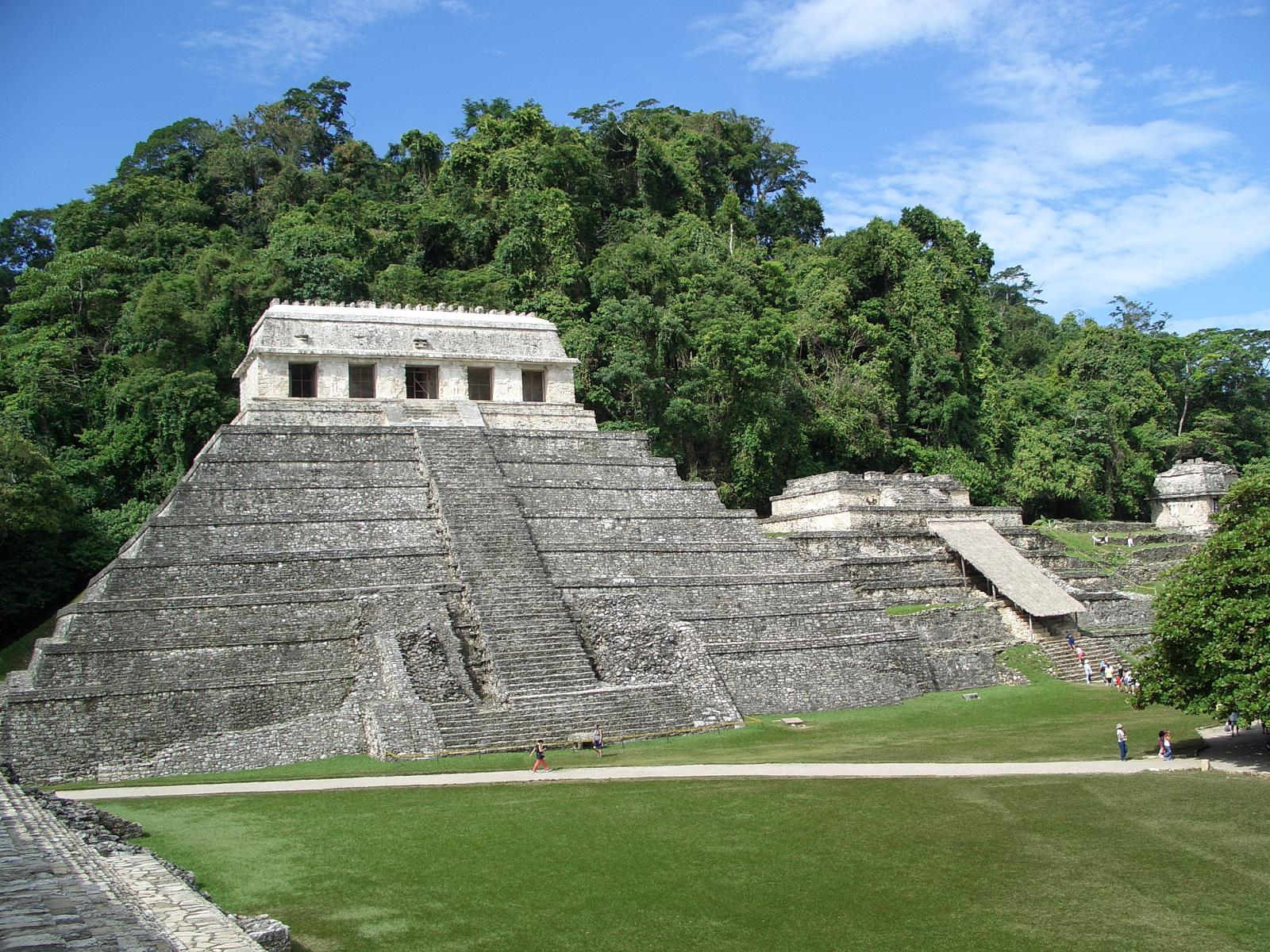
Hay semejanzas sustanciales entre Pirámide O-13 y el Templo de las Inscripciones en Palenque (en la imagen), pareciendo que sugiere una relación entre los dos sitios.

La pirámide O-13 es el nombre dado al hipotético templo mortuorio de Kʼinich Yat Ahk II. Según Stephen Houston y otros, era casi "el doble de grande" que cualquiera de las estructuras anteriores de Piedras Negras. La pirámide fue modificada sustancialmente tras la desaparición de Itzam Kʼan Ahk II: Kʼinich Yat Ahk II, por ejemplo, restableció el antiguo Panel 2 e instaló el Panel 1 y el ahora famoso Panel 3. Megan O'Neil sostiene que estos cambios se realizaron para que el ajaw gobernante "se comprometiera con el pasado". Dado que los últimos gobernantes conocidos de Piedras Negras erigieron sus estelas en esta pirámide o cerca de ella y que los tres líderes también veneraban el lugar como una especie de santuario dinástico, es posible que fueran los hijos de Kʼinich Yat Ahk II.
En 1997, Héctor Escobedo descubrió una tumba (Entierro 13) que contenía los cuerpos de un adulto y dos adolescentes bajo el suelo de la plaza, en la parte delantera de la escalera frontal de la pirámide. Aunque algunos creen que este fue el lugar de descanso de Itzam Kʼan Ahk II, Stephen D. Houston advierte que esto no se ha demostrado de forma concluyente. Entre los artefactos encontrados en su interior (incluyendo piezas de jade y ornamentos), los arqueólogos descubrieron pruebas de que se había vuelto a entrar en la tumba después de haberla sellado: faltaban muchos huesos de los tres cuerpos, y parecía que los esqueletos habían sido carbonizados por el fuego en algún momento después de su enterramiento inicial. Los estudiosos llegaron a la conclusión de que esta aparente profanación era en realidad parte de un ritual descrito en el panel 3 llamado el naah umukil (la "quema de la casa en el entierro"), y que fue llevado a cabo por Kʼinich Yat Ahk II.
En términos de arquitectura, la Pirámide O-13 y el Templo de las Inscripciones del Clásico Tardío de Palenque son muy similares: ambos tienen el mismo número de terrazas de subestructura, las subestructuras de ambas pirámides tienen exactamente cinco puertas, y ambos fueron construidos en las laderas de las colinas. Damien Marken y Kirk Straight, utilizan esta similitud -así como las inscripciones en las estelas de Palenque- para argumentar que existió algún tipo de relación entre Piedras Negras y Palenque.